# クリス・ニューマン
クリス・ニューマン（Chris Newman, 1958年 - ）は、イギリスの画家、作曲家、アーチスト、詩人。

## 略歴
キングス・カレッジ・ロンドンで音楽を学んだ後、1980年代にケルンでマウリシオ・カーゲルに師事したことが彼の個性を決定した。音楽と社会のあり方について考えるのは師と方向性は変わらないが、「聴きたくも無い音楽」、「抹殺される音楽」という定義から創作を始めたために、EU諸国で問題視される。一例を挙げると、バリトンとピアノのための「悲しい秘密」はピアノの貧相な伴奏に音痴な歌が延々とループするだけの作品、ピアノソナタ第6番はベートーヴェンのピアノソナタ第27番と自作の第3交響曲を右手と左手で同時演奏し、できるかぎり無個性に表現されるためか、幾多の多様式主義の音楽とは完全に切り離されて聞こえる。デビュー当初はヴァレンティン・シルヴェストロフやコーネリアス・カーデューらの探求とあまり代わり映えがしなかったが、年をとるにつれて「下手な音楽」の追求が顕著となる。
本職としては画家としてフランクフルトの美術大学で教鞭をとっており、この方面では彼の作曲する音楽ほどには挑戦性は見られず、抽象画を黙々と書き続けており個展もたびたび開かれている。シルヴァーノ・ブッソッティのように絵を描くことと作曲することを同義とみなすオーバーラップも感じられない。
それでもEU方面では彼の芸術性には一定の評価が定まっており、ドナウエッシンゲン現代音楽祭にも招かれ、マイケル・フィニッシーの演奏するCDも発売されている。フィニッシーはニューマンとたびたびデュオで共演している。「ピアノソナタ第10番ではヴァレーズの管弦楽曲のリズム語法にシューベルトの冬の旅のピッチ構造を機械的に当てはめ」ることで、現代人がどのような文化状況におかれているかを告発した(？)作品を作るのが目的であると語る。かつてのカーデューが政治性に訴えて調性音楽を作曲したのとは、対照的な存在である。その根拠として、ニューマンの作品には生理的な快感が元から剥奪されていることが上げられている。ゆえに、「管理されたヘタクソ」なのである。